# Västmanland megye
Västmanland megye (Västmanlands län) Közép-Svédország egyik megyéje. Szomszédai Södermanland, Örebro, Dalarna és Uppsala megyék, valamint a Mälaren-tó.

## Tartomány
Fő szócikkek: Västmanland tartomány és Uppland tartomány
A megye a két történelmi tartomány területén fekszik.

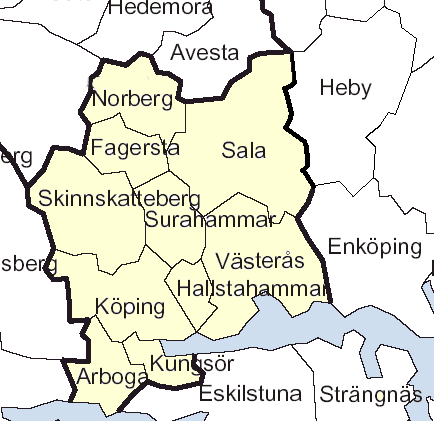

## Címer
Fő szócikkek: Uppland tartomány címere és Västmanland tartomány címere
A megye a tartomány címerét örökölte. Ha a korona is rajta van, akkor a Megye Adminisztrációs Bizottságát jelöli.

## Népesség
| Lakosok száma | 271 095 | 273 929 | 275 845 | 277 141 | 278 967 | 280 713 | 280 813 | 281 337 |
|               | 2017    | 2018    | 2019    | 2020    | 2021    | 2022    | 2023    | 2024    |